# Densitómetro

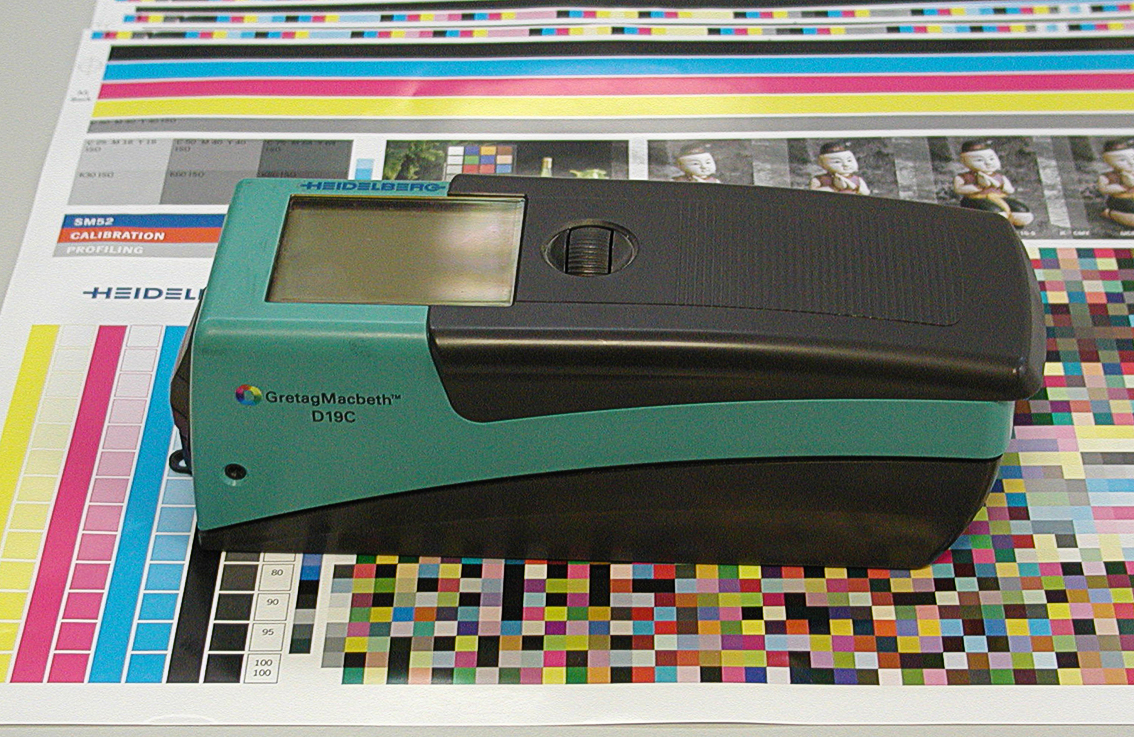
Densitómetro de la firma GretagMacbeth

Un densitómetro es un dispositivo que mide el grado de oscuridad (densidad óptica) de un material semitransparente, o de una superficie reflectante.

## Funcionamiento

El densitómetro es básicamente una fuente de luz que apunta a una célula fotoeléctrica, que determina la densidad de la muestra a partir de diferencias en las lecturas. Los densitómetros modernos tienen además electrónica integrada para mejorar las lecturas.

## Tipos
- Densitómetros por transmisión, que miden materiales transparentes.
- Densitómetros por reflexión, que miden la luz reflejada desde una superficie.

Algunos tipos de densitómetros, especialmente algunos fabricados en Alemania, tienen la capacidad de realizar ambos tipos de medición, basta con seleccionar un interruptor.

## Usos

### Fotografía
Se puede utilizar en fotografía para medir la densidad de los negativos  y para medir la saturación de la impresión resultante. Estas mediciones le permiten a un fotógrafo, trabajando con pruebas de contacto, determinar el tipo de papel correcto y el tiempo de exposición correcto para una determinada fotografía. Una vez que los papeles y el cuarto oscuro se han calibrado, se obtendrán impresiones excelentes, desde el primer intento, de negativos medidos previamente.

### Impresión
Los densitómetros son también utilizados por profesionales en impresión para determinar si la saturación de los colores de las impresiones satisfacen los requerimientos del producto final.